# Nyugati szláv nyelvek
A nyugati szláv nyelvek a keleti szláv és a déli szláv mellett a szláv nyelvek harmadik alcsoportja. Főként Kelet-Közép-Európában beszélik ezeket a nyelveket.
Mindegyik nyelv a latin ábécét használja, módosításokkal.

## Felosztás
- Csehszlovák nyelvek
  - Cseh
  - Morva - vitatott
  - Szlovák
  - Knaani vagy judeoszláv – kihalt
- Lechita nyelvek 
  - Lengyel
  - Poláb – kihalt
  - Sziléz - vitatott
  - Szorb (más néven vend)
    - Felső-szorb
    - Alsó-szorb (vagy lausitzi)

  - Pomerániai nyelvek
    - Kasub
    - Szlovinci – kihalt